# Poslední člověk (Shelleyová)
Poslední člověk (v anglickém originále The Last Man) je pravděpodobně první postapokalyptický sci-fi román.[zdroj⁠?!] Napsala jej spisovatelka Mary Shelleyová a vydán byl roku 1826. Kniha vypráví o světě budoucnosti, který byl vypleněn morovou pandemií. Poslední člověk byl napsán v době po úmrtí Maryina manžela Percy Bysshe Shelleyho.
Román velmi ovlivnil pozdější anglickou science fiction, mj. protože se odehrává z části v roce 2097. Jejím dílem byli ovlivněni například H.G. Wells (Stroj času, Ostrov doktora Moreaua a Neviditelný), Olaf Stapledon, a dokonce i Arthur C. Clarke.[zdroj⁠?!]